# Protohermes griseus
Protohermes griseus is een insect uit de familie Corydalidae, die tot de orde grootvleugeligen (Megaloptera) behoort. De soort komt voor in Taiwan. Het lectotype van de soort wordt bewaard in het Museum für Naturkunde in Berlijn.